# Хэллоуин на Франклин-стрит
Хэллоуин на Франклин-стрит (англ. Halloween on Franklin Street) ― ежегодное мероприятие, проводимое в городе  Чапел-Хилл, штат Северная Каролина, США.

## История и описание

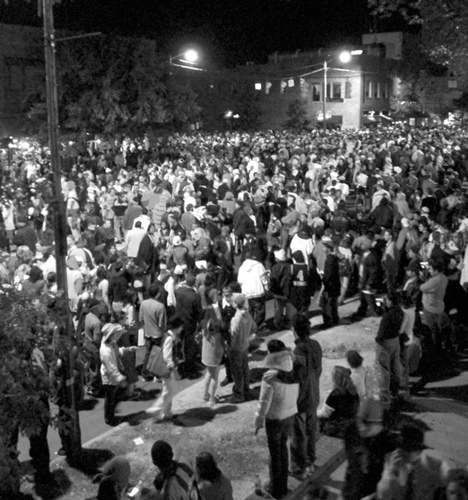
Толпы людей во время празднования Хэллоуина на Франклин-стрит

Во время мероприятия тысячи людей собираются вместе чтоб принять участие в праздновании Хэллоуина на улице Франклин-стрит, которая является культурным центром города. Массовое празднование в городе началось в начале 1980-х годов, хотя изначально оно не было столь масштабным, как сейчас: тогда в нём принимали участие преимущественно студенты Университета Северной Каролины в Чапел-Хилле. Участники празднества, чьё число растёт год от года, наряжаются в разные костюмы и прогуливаются в них по улице. Хотя мероприятие не спонсируется за счёт городского бюджета, празднование привлекает посетителей со всего Юго-востока США. В период с 2004 по 2007 год около 80 000 человек собирались в Хэллоуин на улице Франклина. Из-за масштабов празднования Франклин-стрит перекрывается для движения автомобилей, парковку в центре города также запрещается. Для решения проблем правопорядка и безопасности сотни полицейских патрулируют центр города на протяжении всей ночи. В 2007 году около 400 полицейских были направлены на улицу Франклина, чтобы следить за порядком. В 2008 году в городе для поддержания порядка были предприняты меры по сокращению масштабов празднования Хэллоуина в рамках акции под названием «Домашний Хэллоуин», призванная уменьшить число людей, выходящих на улицу. Шаттл, который ранее перевозил людей из перехватывающей парковки на Франклин-стрит, был отменён, в результате чего в этом году только 35 000 человек пришли на мероприятие.

### Костюмы участников
В студенческой газете UNC, The Daily Tar Heel, в одной из статей отмечалось, что для студентов «Хэллоуин ― это возможность проявить свой творческий потенциал и стать другим человеком на одну ночь». Люди, которые посещают это мероприятие (в том числе многие студенты из Университета Северной Каролины в Чапел-Хилле) обычно стремятся выделиться своими необычными костюмам. В 2008 году особенно популярными были костюмы Джокера из фильма о Бэтмене «Тёмный рыцарь» и групповой костюм на тему игры «Тетрис».